# Liste des édifices gothiques en brique du Centre-Val de Loire
La région du Centre-Val de Loire comprend quelques édifices gothiques en brique. Le plus connu est situé sur la rive de la Loire, les autres en Sologne.
| Département    | Lieu                  | Édifice                      | Temps de construction  | Notes | Image |
| -------------- | --------------------- | ---------------------------- | ---------------------- | --- | ----- |
| Eure-et-Loir   | Villebon              | Château de Villebon          | XIVe siècle            | |       |
| Indre-et-Loire | La Riche              | Château de Plessis-lèz-Tours | XVe siècle–XVIe siècle | En brique et pierre, très restauré aux XIXe siècle et XXe siècle                                                                                    |       |
| Loir-et-Cher   | Blois                 | Château de Blois             | 1440–1501              | Ailes de Charles VIII et Louis XII, de style Louis XII (en transition entre le gothique flamboyant et la Première Renaissance), en brique et pierre |       |
| Loir-et-Cher   | Lassay-sur-Croisne    | Château du Moulin            | XVe siècle             | |       |
| Loir-et-Cher   | Chaumont-sur-Tharonne | Église St-Étienne            | XVe siècle             | |       |
| Loir-et-Cher   | Saint-Viâtre          | Église Saint-Viâtre          | début du XVIe siècle   | En brique seulement au niveau de la façade sud du transept                                                                                          |       |
| Loir-et-Cher   | Souvigny-en-Sologne   | Église Saint-Martin          | XVIe siècle            | Partie orientale de la nef |       |
| Loir-et-Cher   | Vouzon                | Église Saint-Pierre          | XVe et XVIe siècles    | Tour avec coins de pierre et mosaïque de brique |       |